# Бурем (округ)
Округ Бурем є адміністративним підрозділом області Гао на північному сході Малі. Адміністративний центр (chef-lieu) - місто Бурем.
Округ поділяється на п'ять комун:
- Бамба
- Бурем
- Табуа
- Таркінт
- Темера